# Oulad Yaich
Oulad Yaich (franska: Oulad Yaich (CR), Oulad Yaich (Commune Rurale), arabiska: أولاد امبارك) är en kommun i Marocko.   Den ligger i provinsen Béni Mellal och regionen Béni Mellal-Khénifra, i den nordöstra delen av landet, 180 km söder om huvudstaden Rabat. Antalet invånare är 20 081.